# Khudayar Khan

Sayid Muhammad Khudayar Khan abrégé couramment en Khudayar Khan, né vers 1820 à Talas et mort en 1878 en Inde, est un khan de Khokand. Il règne de 1845 à 1875.

## Biographie
Fils de Shir Ali Khan, il domine l'est du Ferghana sur le Khokand de 1845 à 1858 puis de 1862 à 1865 et de 1866 à 1875. Forcé à l'exil en 1875, il se réfugie à Orenbourg puis en Afghanistan (1877) et meurt en Inde l'année suivante. 